# San Giovanni Battista dei Fiorentini (titolo cardinalizio)
San Giovanni Battista dei Fiorentini (in latino: Titulus Sancti Ioannis Baptistae Florentinorum) è un titolo cardinalizio istituito da papa Giovanni XXIII il 12 marzo 1960 con la costituzione apostolica Inter templa. Il titolo insiste sulla basilica di San Giovanni Battista dei Fiorentini, sita nel rione Ponte e sede parrocchiale dal 24 ottobre 1906.
Dal 28 giugno 2018 il titolare è il cardinale Giuseppe Petrocchi, arcivescovo emerito dell'Aquila.

## Titolari
- Joseph-Charles Lefèbvre (31 marzo 1960 - 2 aprile 1973 deceduto)
  - Titolo vacante (1973 - 1976)
- Juan Carlos Aramburu (24 maggio 1976 - 18 novembre 2004 deceduto)
- Carlo Caffarra (24 marzo 2006 - 6 settembre 2017 deceduto)
- Giuseppe Petrocchi, dal 28 giugno 2018